# Dumenza
Dumenza település Olaszországban, Varese megyében. Lakosainak száma 1440 fő (2023. január 1.). Dumenza Curiglia con Monteviasco, Luino, Veddasca, Maccagno, Agra, Astano, Miglieglia, Monteggio, Novaggio, Sessa és Maccagno con Pino e Veddasca községekkel határos.

## Népesség
A település népességének változása:
| Lakosok száma | 1476 | 1484 | 1440 |
|               | 2017 | 2018 | 2023 |